# Colin Allred
Pour les articles homonymes, voir Allred.
Colin Zachary Allred, né le 15 avril 1983 à Dallas, est un joueur de football américain, avocat et homme politique américain. Membre du Parti démocrate, il est élu du Texas à la Chambre des représentants des États-Unis de 2019 à 2025.

## Biographie

### Jeunesse et carrières professionnelles
Allred est élevé à Dallas par sa mère ,, aidée de sa sœur et son beau-frère. Il n'a jamais connu son père afro-américain et grandit dans la famille de sa mère, blanche. Il rêve alors de devenir joueur de baseball pour les Rangers du Texas.
Allred devient la star de son équipe de football américain à la Hillcrest High School avant de rejoindre l'équipe de l'université Baylor, où il est boursier,. En 2006, il est recruté en National Football League par les Titans du Tennessee en tant qu'agent libre. Évoluant au poste de linebacker, il participe à 32 matchs et réussit 46 plaquages,. Après cinq saisons, il est blessé dans un match contre les Cowboys de Dallas. Il intègre alors l'université de Californie à Berkeley, d'où il sort diplômé en droit.
À l'occasion des élections de 2014, il participe à la campagne de la démocrate Wendy Davis au poste de gouverneur du Texas,. Il travaille ensuite pendant cinq mois pour Julián Castro au département du Logement et du Développement urbain, et devient avocat pour le cabinet Perkins Coie (en), spécialisé dans les droits civils.

### Représentant des États-Unis
Lors des élections de 2018, les démocrates pensent avoir une chance de pouvoir battre le représentant républicain Pete Sessions dans le 32e district du Texas, un district qu'Hillary Clinton a remporté en 2016 alors que Session était réélu sans opposant démocrate. Allred choisit de se présenter à la Chambre des représentants des États-Unis dans cette circonscription de la banlieue de Dallas. Dominant ses adversaires en fonds levés et soutiens politiques (parmi lesquels Castro et Davis), il arrive en tête du premier tour de la primaire démocrate avec 38 % des voix, devant Lillian Salerno à 18 %. Il reçoit alors le soutien du Democratic Congressional Campaign Committee (en). Au second tour, il bat Salerno de 20 points. Allred fait principalement campagne sur le thème de la santé, critiquant le vote de Sessions en faveur de l'abrogation de l'Obamacare,. Le sortant, élu depuis 1997 et président d'une commission à la Chambre, défend son bilan notamment en matière de baisse des impôts et d'immigration. Allred est élu représentant avec 52,2 % des suffrages contre 45,9 % pour Sessions.
En mai 2023, il annonce sa candidature aux élections sénatoriales de 2024. En mars 2024, il remporte largement la primaire démocrate contre le sénateur d'État Roland Gutierrez. Il est toutefois battu par le sénateur républicain sortant Ted Cruz lors de l'élection générale du 5 novembre.
En juillet 2025, il se déclare de nouveau candidat aux élections sénatoriales, cette fois-ci pour le siège détenu par le républicain John Cornyn, renouvelé en novembre 2026.